# Гельгоф, Генрих
Генрих Гельгоф (нем. Heinrich Hellhoff; 30 апреля 1868, Прицвальк — 28 августа 1914, Льеж) — немецкий художник.

## Биография
Учился в Берлинской академии художеств у Карла Зальцмана и Вольдемара Фридриха.
С 1895 года — постоянный участник Большой берлинской художественной выставки, начиная с 1898 года четырежды участвовал в другой крупнейшей германской художественной выставке, проходившей в мюнхенском Стеклянном дворце.
Рисовал преимущественно парадные портреты — аристократов, офицеров, деятелей культуры; среди наиболее известных работ — портреты председателя Рейхстага Ганса фон Шверин-Лёвица (для здания Рейхстага) и Фердинанда фон Рихтгофена.
С началом Первой мировой войны отправился на фронт как офицер запаса и вскоре погиб.